# Erasure
Erasure es un dúo británico de synthpop y electropop que ha destacado como uno de los grupos más populares en la historia de la música pop. La banda está conformada por el compositor y tecladista Vince Clarke y el cantante y letrista Andy Bell. En el año 1989, Erasure es nominado y obtiene el Brit Awards otorgado por la Industria Fonográfica Británica como el Mejor Grupo Británico.
Con 35 años de carrera y más de 28 millones de discos vendidos, 14 álbumes top 20, de los cuales 10 han sido top 10, incluidos 5 álbumes número 1 consecutivos en el Reino Unido (entre 1988 y 1994); 29 sencillos top 20, de los cuales 24 han sido top 20 consecutivamente (entre 1986 y 1997); incluyendo 17 sencillos Top 10, Erasure ha grabado más de 200 canciones y es la tercera banda en la historia del tecno pop que más discos ha vendido en el Reino Unido, solo detrás de Pet Shop Boys y Depeche Mode.

## Historia

### Vince Clarke y Andy Bell (Pre-Erasure)
Erasure fue formado en 1985 por Vince Clarke en los sintetizadores y Andrew Ivan Bell en la voz. Vince Clarke es cofundador y exintegrante de Depeche Mode y Yazoo, mientras que Andy Bell, previamente, formó parte de un grupo llamado The Void y una escisión de este, Dinger.
Clarke ya había conocido el éxito y la fama con sus dos bandas anteriores. Con Depeche Mode publicó en 1981 Speak & Spell, álbum debut que alcanzó el puesto n.º 10 de la lista británica y le dio al grupo su primer éxito, Just Can't Get Enough. La canción logró la posición n.º 8 de la lista UK Singles Chart, no obstante, tras este éxito, Vince abandonó la banda. Clarke decidió iniciar un nuevo proyecto, esta vez con la cantante Alison Moyet: Yazoo (Yaz, en Estados Unidos). El dúo publicó dos álbumes, Upstairs at Eric's (1982) que escaló hasta el lugar n.º 2 de la lista británica, y You and Me Both (1983), que logró el n.º 1. De ellos, se desprendieron los sencillos Only You, Don't Go, Situation y Nobody's Diary. Lograron el reconocimiento del público, quizá hasta mayor que el que Depeche Mode tuvo en sus inicios, incluso fueron nominados en los Brit Awards 1983 como Mejor Banda Británica y ganaron en la categoría Mejor Nuevo Artista Británico. Sin embargo, a pesar de haber obtenido la aceptación del público en su país, el dúo no grabó más discos.
Posteriormente, Clarke tuvo la idea de crear un álbum con composiciones propias, pero cantadas por diferentes intérpretes. Para ello, se asoció con el productor Eric Radcliffe (cuyo nombre forma parte del título del primer disco de Yazoo) y así quedó conformado un grupo de corta vida llamado The Assembly. Para el primer sencillo, contrataron al cantante Feargal Sharkey. El trío editó el sencillo Never Never y tuvo gran éxito al colocarse en el puesto 4 de la lista de sencillos británica. No grabaron más sencillos y el proyecto de álbum también quedó truncado. En 1985, Vince Clarke lanzó otro sencillo, esta vez junto a Paul Quinn, llamado One Day, pero no tuvo el éxito del sencillo antecesor. Meses más tarde, en su afán de crear una agrupación nueva, Clarke puso un anuncio en el periódico musical Melody Maker de Londres, donde anunciaba que estaba buscando un vocalista para su nueva producción. Entre las personas que respondieron al aviso, se encontraba Andy Bell, quien fue el candidato número 36. Andy interpretó One Day, la misma pieza que Vince había grabado con Paul Quinn, y Who Needs Love (Like That), que posteriormente formaría parte del álbum debut de Erasure. La audición de Bell fue la número 42, debido a que los candidatos cantaban una canción y solo algunos de ellos cantaban dos. Vince Clarke quedó sorprendido con la voz potente, de tonos bajos y falsetes de Bell y decidió formar una nueva asociación musical con el cantante. Vince dejó de lado su idea original de utilizar diferentes vocalistas para cada canción del álbum y decidió colaborar con Andy en todo el álbum. Fue así como Vince Clarke y Andy Bell fundaron Erasure.

## Un inicio accidentado

### Wonderland

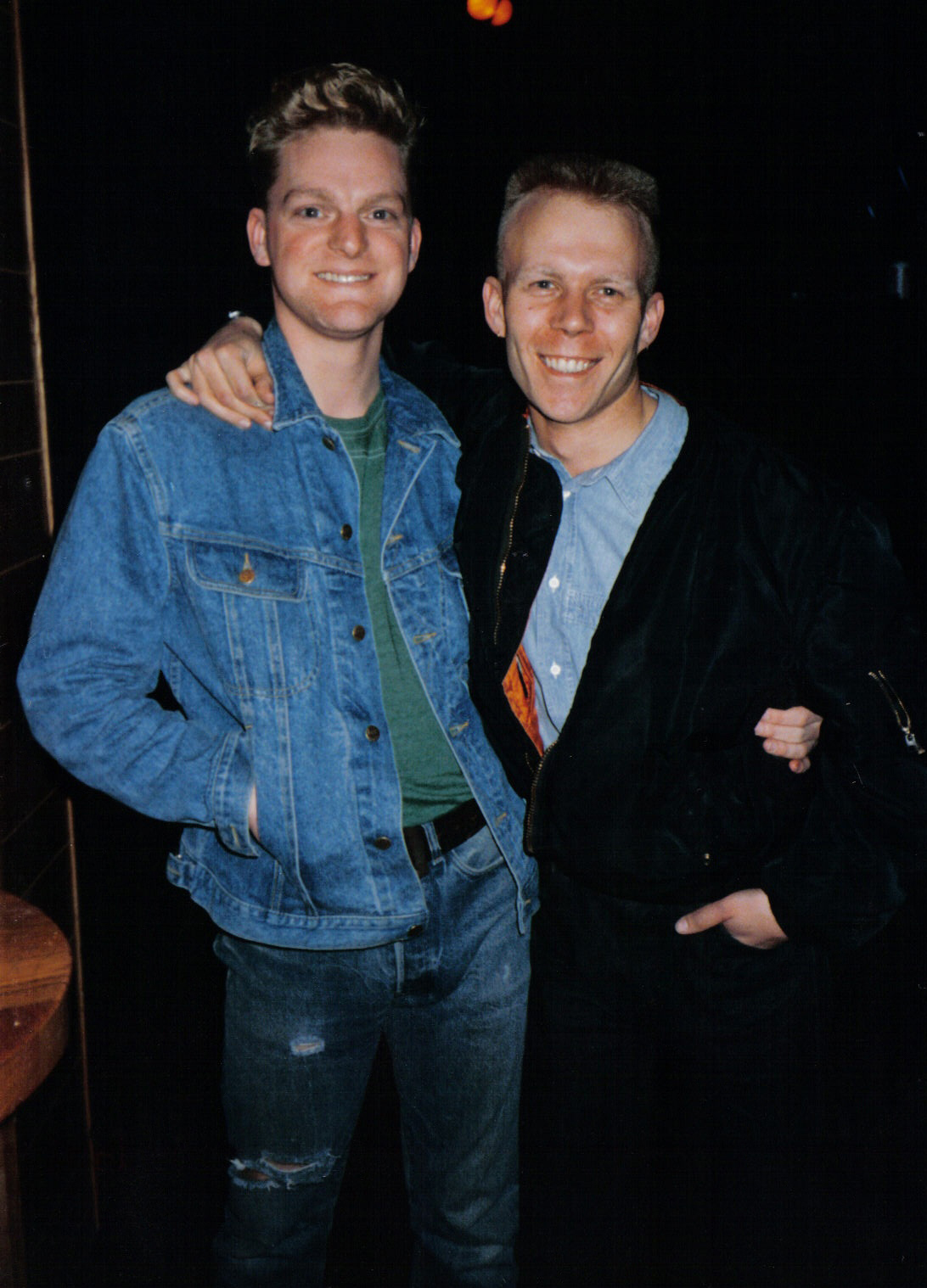
Andy Bell y Vince Clarke en 1986

Tras este inicio, rápidamente entraron al estudio de grabación bajo la batuta de Mark Ellis "Flood" y con el apoyo de Daniel Miller, dueño de la Compañía Discográfica Mute Records, el cual era también el sello discográfico de Depeche Mode y Yazoo. Allí dieron vida a su álbum debut Wonderland, lanzado en el Reino Unido en junio de 1986. El álbum no tuvo el éxito esperado, solo alcanzó el puesto número 71 del UK Chart, y muchos lo consideraron un fracaso en comparación con los anteriores trabajos de Vince Clarke con Depeche Mode y Yazoo; sin embargo, en este LP se plasma el estilo de Erasure, donde priman las melodías sintéticas pop de Vince Clarke y las vocalizaciones melodramáticas y melancólicas de Andy Bell.
Antes de lanzar su álbum debut, Erasure ya había publicado dos singles, “Who Needs Love (Like That)”, su primer sencillo oficial, lanzado en septiembre de 1985, y “Heavenly Action”, su segundo sencillo, publicado en noviembre del mismo año. Ambos sencillos formaron parte de Wonderland y solo consiguieron las posiciones número 55 y número 100 en el UK Singles Chart, respectivamente. Su tercer sencillo, “Oh L'Amour”, lanzado cinco semanas antes de la publicación de Wonderland, en el mes de abril de 1986, solo alcanzó el puesto número 85 del UK Chart. Sin embargo, la canción se posicionó mejor en el resto de Europa, pues alcanzó el lugar número 16 en Alemania y el número 14 en Francia. Cabe destacar que, con el tiempo, y más allá de las listas, "Oh L'Amour", se transformó en unos de los temas clásicos y más representativos de la banda, especialmente en sus actuaciones en vivo. “Oh L’Amour”, además, incluye como lado B una versión del clásico de ABBA, “Gimme! Gimme! Gimme!”, que fue incluido en vivo en las giras de sus tres primeros álbumes (en los años 1986, 1987 y 1988). Al año siguiente (1987), “Oh L'Amour” fue versionado por el grupo de pop inglés “Dollar”, y se colocó en el puesto número 7 del UK Chart.
En diciembre de 1985, Clarke declaró a la prensa inglesa: "Ésta es la primera vez que he estado en una banda apropiada. Realmente, la primera vez que he trabajado junto a alguien en todo. No es como escribir canciones y conseguir gente para cantarlas una vez y nada más. Existe una mutua confianza en que ambos necesitamos y que damos uno al otro". Respecto a las canciones del disco, estas son más simples que las de Yazoo; para Clarke fue un regreso a lo básico, él opina que la simplicidad hace una canción buena.
A pesar de que Wonderland no obtuvo el éxito comercial esperado, Erasure se embarcó en su primera gira por Europa, Wonderland Tour. Ofrecieron una serie de presentaciones en vivo en clubes y universidades a fines de 1985 y a lo largo de 1986. "Una cosa que yo siempre he querido es actuar. Simplemente estar arriba del escenario y tener gente mirando, sólo para darles un show. Yo quiero gustar a la gente cuando estoy sobre el escenario. Esto es lo que estoy diciendo todo el tiempo: quiero gustarte", declaraba Bell. De esta época existe un show no oficial registrado en vivo en Estocolmo, Suecia de su primera gira, Wonderland Tour, “Live at Karlsson”, también conocido como "Live In Worderland", el cual fue grabado por la TV sueca el 8 de agosto de 1986, y que sería publicado oficialmente por la banda en formato DVD en la versión 2011 del álbum Wonderland. No obstante, en esta primera gira de Erasure, existían críticas hacia Andy Bell, donde muchos seguidores del trabajo de Vince Clarke lo comparaban y tildaban de imitador de Alison Moyet. Estas primeras actuaciones fueron accidentadas ya que el recuerdo del dúo Yazoo estuvo presente. "Es difícil para mí. Nosotros subimos al escenario el sábado y lo primero que alguien gritó fue "¿Dónde está “Alf”?" (así le llamaban a Alison Moyet), y durante todo el show estuvieron gritando "Di algo, Vince" y en los bises fue sólo "Queremos a Vince, queremos a Vince", relataba Bell. "Yo sólo espero en los próximos conciertos cambiar la opinión de la gente, porque han sido realmente rápidos para criticarnos a nosotros y lo que estamos haciendo. Las personas han estado diciendo que sueno como “Alf”, lo cual realmente me irrita. Esto me parece como que ellos no tienen tiempo para escucharnos atentamente y eso es sólo una cosa fácil de decir". Finalmente con el paso del tiempo y los shows en vivo esta comparación odiosa desapareció, demostrando el propio Bell que era un cantante único. En esos primeros tiempos de Erasure las performances y el vestuario de Andy Bell ya habían comenzado a dar que hablar; sin embargo, sus actuaciones en vivo en clubes y universidades eran muy interesantes y ganaban día a día más seguidores, y permitirían vislumbrar lo que podía avecinarse para el dúo. Apenas a un mes de terminada su primera gira, Erasure emprendía otra, de similares características, llamada Beats Per Minute Tour. Luego de estas giras, Andy y Vince regresaron al estudio de grabación para producir su segundo trabajo.

## Éxito internacional

### The Circus
En octubre de 1986 Erasure lanza un nuevo sencillo, Sometimes. Este ya era conocido entre los fanes, ya que había sido presentado durante los conciertos efectuados ese año, en la gira de Wonderland. Este sería el primer sencillo de su segundo álbum y su primer éxito en Inglaterra llegando al puesto # 2 del Chart, y permaneciendo 17 semanas en este. Esta vez las cosas salieron de maravilla y el dúo sabía que era el momento del despegue.
En marzo de 1987 sale a la venta su nueva producción, The Circus, con el mismo productor Flood. A Sometimes le seguirían tres sencillos más: It Doesn't Have To Be, The Circus y Victim Of Love. El álbum logró el puesto # 6 del Chart inglés, logrando permanecer 107 semanas dentro de este, convirtiéndose así en el álbum de Erasure de mayor permanencia en el ranking británico. El disco cuenta con críticas favorables por parte de la prensa inglesa con declaraciones como esta: "Si existiera algo como una fórmula del perfecto pop para los finales de los 80's entonces Vince Clarke y Andy Bell podrían poseer el derecho de autor". Vince Clarke, entusiasmado con el grupo, declaraba: "Yo siempre he querido grabar más de dos álbumes con alguien y pienso que esto sucederá con Erasure. Siento que tenemos un fuerte futuro. La cosa más prometedora acerca de Erasure es que yo he trabajado en álbumes con dos bandas solamente, y esta es la primera con la que grabado dos y todavía le estoy hablando a la otra persona. Erasure está exigiéndome musicalmente, pero la cuestión de la personalidad es más importante cuando tu trabajo es tu vida".
El álbum, además contiene una exelentísima versión de In the Hall of the Mountain King, este tema es un fragmento de música incidental de la suite Peer Gynt n.º 1 Opus 46, compuesto por Edvard Grieg para la obra de Henrik Ibsen Peer Gynt. Ese año, Erasure además se embarca en una gira europea, "The Circus Tour", donde graban su primer video oficial en vivo Live at the Seaside, que fue registrado en su presentación del 17 de abril en el "Brighton Dome", de la ciudad de Brighton; registrando también los audios de los shows en el "Knofps Music Halle" de Hamburgo, Alemania (27 y 28 de abril).
También en 1987 (noviembre), sale a la venta The Two Ring Circus, que incluía versiones remixadas de algunos de sus temas y algunas de las canciones registradas en vivo en Hamburgo, reflejando que Erasure era algo más que un grupo de música pop electrónica. La versión en vivo de "Oh L'Amour" fue un verdadero suceso, reemplazando a la versión original de las pistas de baile y convirtiéndola en un clásico de la banda. Por otra parte, Erasure actuó en más de 20 presentaciones en vivo como banda soporte de Duran Duran en su gira por Estados Unidos. Los comentarios del show recayeron nuevamente sobre el vestuario de Andy Bell. A su vez hicieron presentaciones en festivales para recaudar fondos a beneficio de la lucha contra el sida en Inglaterra, haciendo hasta una versión del clásico de Yazoo, "Only You". Además, Andy participó en el proyecto "Ferry Aid", un grupo de músicos unidos por la convocatoria del sensacionalista diario inglés "The Sun" para grabar una versión del famoso tema de The Beatles, Let It Be, en ayuda a las víctimas de un desastre marítimo.

### The Innocents
En 1988, Bell y Clarke se toman sus merecidas vacaciones para dedicarse luego a la grabación de su tercer álbum. Habiendo trabajado con Flood en la producción de sus dos primeros álbumes, Erasure editó su tercer trabajo de estudio, The Innocents, bajo la producción de Stephen Hague conocido además por haber trabajado con Pet Shop Boys y New Order. El álbum, publicado en abril de 1988, debutó en el # 1 del UK Chart y un año más tarde (marzo de 1989) volvió a la misma posición, permaneciendo 78 semanas en el Chart de los discos más vendidos, vendiendo 1 millón de copias, solo en el Reino Unido; y además comienzan una sin precedentes seguidilla de discos número 1 dentro del Chart inglés.
Con este trabajo muchos críticos catalogan a Erasure como el dúo más exitoso de todos los tiempos, solo discutido por Pet Shop Boys. Con los sencillos A Little Respect, Ship of Fools y Chains of Love hicieron bailar al mundo entero y permitieron que Andy y Vince se dieran a conocer a nivel mundial con presentaciones masivas, discos de oro y platino, entradas agotadas y extensas giras. El disco logró muy buenas críticas por parte de la prensa especializada, con comentarios como estos: "Erasure es tan consistente que todavía podría crear una banda de sonido para los 90's". "Erasure, una banda que usa la tecnología del presente pero la estética de una era anterior (canciones, melodías, buenas letras)". Acerca de las canciones de este álbum, Andy Bell expresaba: "No creo que estemos haciendo un esfuerzo consciente para empezar a escribir sobre la vida real. Pienso que la razón por la cual "The Innocents" es más melancólico que los otros discos es que lo hicimos cuando la cláusula 28 (legislación represiva hacia la comunidad gay) estaba todavía siendo discutida en el Parlamento y los diarios estaban llenos de todos esos detalles fascistas sobre el asunto. Eso te deprime y tiendes a reflejarlo en cualquier trabajo que estés haciendo". Por lo demás, Andy Bell sería uno de los primeros artistas del mundo de la música pop en reconocer y demostrar abiertamente su homosexualidad desde el principio sobre un escenario.
Chains of Love, se convertiría en su primer éxito en Norteamérica, alcanzando el puesto # 12 en los Estados Unidos, un mercado siempre bastante difícil para Erasure. Esto fue sorpresivo para el grupo, debido a la no muy buena relación con "Sire", su compañía discográfica en América. Al respecto, Vince Clarke comentaba: "Nunca he estado fascinado con América como algunos británicos. Tener éxito en América nunca ha sido una de mis ambiciones porque hay muchas radios que nos hacen preguntas estúpidas. No me gusta Sire ni la manera en que toman un buen tema y dicen ' Oh, bueno, hagamos un 'Mejicano/ Portorriqueño/ Chileno Mix' porque el sonido latino está realmente de onda en las discos en este momento". Además, este sencillo incluye una versión electrónica al estilo de Erasure del clásico de Ennio Morricone, The Good, The Bad And The Ugly, la cual, con posterioridad fue interpretada en vivo en su tour de 1992.
A Little Respect fue otro tema que se convirtió en un gran clásico de la banda, uno de los himnos de Erasure, su canción más reconocida y trascendental, un clásico del Tecno-Pop y la música New Wave, trascendiendo incluso más allá del propio estilo, siendo reversionado por gran cantidad de bandas, entre las que se cuentan el grupo estadounidense Wheatus, el cual publicó una versión de "A Little Respect" en 2001, logrando posicionarla en el # 10 del UK Chart. Otros famosos covers del tema pertenecen al grupo de Punk argentino Attaque 77, quienes realizaron una versión en español del tema el año 1999 titulada "Un Poco de Respeto"; el grupo portugués Silence 4, en 1998; el grupo australiano "Bjorn Again" en 1992; y la cantante pop inglesa Kim Wilde en 2011, entre otros. Andy Bell recuerda que cuando le mostró a Clarke por primera vez la letra del tema, él dijo: "No, es tan aburrido... 'give me a little respect to me'... no tiene gancho". Bell dijo que sí lo tenía, y no se equivocó.
Este disco le dio la suficiente popularidad a la banda para partir en una gira por Europa y Estados Unidos, llamada "Innocents Tour", siendo sus conciertos más recordados los de "Hammersmith Odeon" de Londres (actual "Hammersmith Apollo"), "Manchester Apollo" (actual "O2 Manchester Apollo") y "Birmingham NEC", en esta última plaza registraron su segundo video oficial en vivo "Innocents Live" (15 de noviembre del 1988), donde 35 000 personas intentaron conseguir entradas para este recital cuando la capacidad del recinto era solo de 11 000 espectadores, teniendo que agregar tres fechas más. Hasta la fecha, "The Innocents", ha vendido 5 millones de copias alrededor del mundo, y es el álbum más vendido en la historia del dúo.

### Crackers International
Sin aún terminar de disfrutar del éxito de The Innocents y la gira del álbum, y entre medio de rumores de separación debido a la ya conocida costumbre de Clarke de no grabar más de dos álbumes con una banda, Erasure publicó en noviembre de 1988 el EP (Extended Play) Crackers International que contenía cuatro nuevas canciones, entre ellas Stop! y "Knocking On Your Door", las cuales los llevarían nuevamente a acomodarse en los mejores lugares de los charts; el disco logró el puesto # 2 del Chart del Reino Unido y de pasada le dio a la banda otro gran clásico: "Stop!". Además, el EP se convirtió en el sencillo más vendido de su carrera hasta ese entonces, y estuvo 9 semanas en el Top 10, incluida 3 semanas en el #2; por otra parte, tres de las cuatro canciones de este disco aparecen en su video "Innocents".

### Wild!
Con su cuarto trabajo de estudio, Wild!, lanzado en octubre de 1989, bajo la producción de Gareth Jones y Mark Saunders, Erasure vuelve a conocer el triunfo y logra altas ventas en todo el mundo, nuevamente alcanzaron el # 1 del chart británico, vendiendo 400.000 copias en tan solo 4 días. Los cortes de este álbum fueron Drama!, un canto a la tolerancia y el respeto al prójimo; Blue Savannah, según Andy: "Judy Garland podría haberla cantado cuando llegara a Oz. Lo imagino como una especie de utopía, un sitio ideal."; You Surround Me, acerca de la canción, Vince comentaba: "Es nuestro tema James Bond; es glamoroso y sexy. En el fondo siempre quise hacer un tema para una película y éste sería el que ocuparía ese lugar." y Star, todos ellos convertidos en hits en los mejores clubes del mundo entero así como en los charts. Además, el sencillo "You Surround Me", incluye como canción lado B una versión de la canción de Cerrone, "Supernature", la cual era tocada en los conciertos de la gira del álbum; además de ser lanzada como sencillo promocional en Francia, y ser parte de la banda sonora de la película "Dancing Machine". Ese mismo año Erasure es nominado y obtiene el Brit Awards otorgado por la Industria Fonográfica Británica como el "Mejor Grupo Británico", siendo este el segundo "Brit" que caía en manos de Vince (el primero lo ganó con Yazoo).
La magnitud del éxito alcanzado permitió al dúo embarcarse en su gira más extensa hasta entonces (11 meses, noviembre de 1989 - septiembre de 1990), llamada simplemente "Wild! Tour", con la cual recorrieron muchos lugares del planeta donde nunca habían tocado previamente, como Asia, Oceanía, África y Sudamérica (Brasil, Uruguay y Argentina). La gira tuvo varios momentos cumbres como cuando agotaron dos noches consecutivas en la Arena de Londres (15.000 espectadores) en menos de un día, teniendo que agregar cuatro conciertos más en la misma arena un mes después para satisfacer la demanda por la banda. Al igual que en la gira anterior volvieron a marcar un hito en el NEC de Birmingham (11.000 espectadores) haciendo 4 noches agotadas y volviendo tocar en el recinto por dos noches completamente llenas en enero de 1990.
Otro momento cúlmine es en EE.UU cuando las localidades del Madison Square Garden de Nueva York (16 de febrero de 1990) se agotan en apenas dos horas, o cuando hicieron un lleno total de 50 000 personas en su concierto en el estadio de Vélez Sarsfield en Argentina (31 de marzo de 1990) más el concierto en el Teatro Gran Rex de Buenos Aires (1 de abril de 1990); sin embargo, el punto máximo de la gira, fue la presentación final del mismo (1 de septiembre de 1990), concierto al cual llamaron "Wild Party", donde se presentaron ante más de 60 000 personas en el National Bowl de Milton Keynes, en las afueras de la ciudad de Londres. El show, también conocido como "Erasure Live At The Milton Keynes Bowl", fue transmitido en vivo y en directo por la BBC (Radio 1 y TV). El espectáculo recibió elogiosos comentarios. El periódico inglés New Musical Express publicaba "...Andy Bell tiene la habilidad de producir el perfecto tipo de voz para el "gay disco" inteligente que Stock Aitken & Waterman siguen tratando de hacer fuerte en la comunidad heterosexual sin lograrlo. Los "Kylies" y "Jasons" (refiriéndose a Kylie Minogue y Jason Donovan) podrán ir y venir, pero bandas como Erasure siempre serán requeridas. Ellos son extravagantes sin ser irritantes, divertidos sin parecer descerebrados, y serios donde deben serlo". También durante esta extensa gira graban otro de sus show en video "Wild! Live Live At The London Arena", registrado el 11 de diciembre en el London Dockland Arena, actual O2 Arena.
De esta extensa gira mundial, Dan Silver, agente de la banda, recuerda, " Erasure sólo había contado con un solo disco de repercusión exitosa a nivel mundial "Wild" y Erasure eran más famosos que nunca en el Reino Unido. Durante diciembre y enero habían vendido cantidades de noches en arenas y el concierto sería la conclusión a una gira mundial de mucho éxito. Fue un programa muy ambicioso. Debíamos vender alrededor de 60.000 entradas, pero no pude encontrar nada como una banda de apoyo decente. El resto de bandas de esa tarde puede describirse como mediocre, pero Erasure igual continuo con el proyecto, así que todo el trabajo de venta de los boletos fue gracias a Erasure. La audiencia fue una mezcla increíble de personas, desde niños pequeños a personas mayores 60 años edad. En fin, fue un gran espectáculo, pero por desgracia Vince y Andy odian este tipo de espectáculo, odian la escala, que la gente sea tratada como si fuesen ganado, abarrotados contra la malla de seguridad. Creo que esto influyo mucho en que las próximas giras fueran con locaciones de teatros con capacidades limitadas".
Sin embargo, antes de iniciarse esta gira Andy Bell se había presentado el 18 y 19 de julio de 1989 en Birmingham en el festival de caridad organizado por el Príncipe Carlos de Inglaterra, en el evento llamado "The Prince's Trust" Andy Bell interpretó A Little Respect y Ship Of Fools junto al también grupo inglés Level 42.
Como dato anecdótico, en la grabación del sencillo "Drama!", participaron integrantes de la banda de rock escocés The Jesus and Mary Chain, específicamente donde dice: "Guilty!". En 1990, Erasure nuevamente fue nominado a los premios Brit Awards como "Mejor Banda Británica". Y ese mismo año, "Blue Savannah" es premiada con el "Ivor Novello Awards" como "Mejor Interpretación de 1990". Por otra parte, el tema "La Gloria" fue editado en España como sencillo promocional, aprovechando que parte de su letra es en español y que su música está influenciada por la música ibérica.
También en 1990, Vince y Andy formaron parte de un proyecto para recaudar fondos para la lucha contra el sida coordinado por la organización "Red Hot". El álbum titulado "Red Hot + Blue" contó con la participación de varios artistas (entre ellos U2, Annie Lennox, y Sinead O'Connor) quienes grabaron versiones de temas de Cole Porter. Erasure eligió "Too Darn Hot", perteneciente al film "Kiss Me Kate". Esta compilación se encuentra también en video. A su vez escribieron y grabaron una canción para la banda de sonido de la película Dick Tracy, protagonizada por Madonna y Warren Beatty. "Looking Glass Sea" tiene una melodía que rememora los años '50, tanto por su instrumentación como por sus románticos versos. A fines de 1990 hicieron un tema con Lene Lovich, que sería incluido en el compilado Tame Yourself, lanzado a principios de 1991 en Estados Unidos. "Rage" hace referencia a la crueldad con que son tratados los animales. Dicha temática es tratada desde distintos puntos de vista a través de todo el álbum, grabado a beneficio de PETA, organización a favor de los derechos de los animales. Por otro lado, en 1989, Vince Clarke inicia una prolífica carrera como productor musical de Remixes de otras bandas y solistas de Inglaterra y Europa; ese año (1989), hace un Remix del tema "WFL (Wrote for Luck)" (The Vince Clarke Mix) del grupo inglés "Happy Mondays".

### Chorus
En octubre de 1991 llega Chorus, quinto trabajo de estudio, con Martyn Phillips en la producción y Dave Bascombe en la mezcla. Este álbum acrecentó la fama de Erasure alrededor del planeta, y consiguieron su tercer disco # 1 consecutivo en el Reino Unido gracias a los sencillos Chorus, Love To Hate You, Am I Right? y Breath of Life. Fue grabado en parte en Francia y Alemania, se aprecia un cambio en los sonidos que normalmente distinguían a Erasure.
Con la llegada de los 90's los ritmos evolucionan y la banda también. Chorus marca un hito en la carrera de Erasure en lo que sonido se refiere, pues Vince Clarke retomó de lleno el uso de los viejos y clásicos sintetizadores analógicos, dejando de lado los sintetizadores digitales. Según él declarara, no utilizaba este equipamiento desde la época pre-Erasure (el dúo Yazoo o Yaz en Estados Unidos) y ahora se sentía motivado a retomar el uso de los mismos dado que creía que por ese entonces "no hacía uso pleno de esa tecnología, no la explotaba completamente". Con este equipamiento, la capacidad de síntesis y de creación de atmósferas de Clarke se maximiza. Esto quedaría demostrado años después (1995) con el lanzamiento del experimental-pop electrónico de su álbum homónimo. En cuanto a los arreglos musicales son más simples que los que había en "Wild". "De alguna manera tiene más que ver con lo que yo hacía en Yazoo, por los arreglos y porque estoy usando los mismos equipos que usaba hace 10 años -comentó Vince- la diferencia es que hace 10 años no sabía lo que estaba haciendo, era todo nuevo, y ahora entiendo un poquito más".
El álbum presenta una gama de sonidos que el mismo Clarke definiera como "plástico, espartano, pero efectivo". Andy Bell escribió la lírica de las canciones para cuando la Guerra del Golfo era titular de las planas de los periódicos y noticiosos y, según dijera, esto lo tenía muy preocupado. El hecho se refleja en las palabras escritas para Chorus y Turns To Love To Anger.
Junto con el sencillo "Chorus", "Love To Hate You" se convertiriá en un nuevo clásico de la banda, y el estribillo instrumental de este tema recordaba mucho a I Will Survive, el clásico tema disco de los años 70 de Gloria Gaynor. El gran éxito de Love To Hate You convenció al dúo para acercarse musicalmente al público hispanohablante, y posteriormente editaron una versión en español del tema con el nombre de "Amor Y Odio", que logró ser también bastante aceptada por las radios y el público latinoamericano. Este sencillo también se reversionó al italiano con el nombre de "Amo Odiarti". Durante este año no hicieron shows en vivo, solo realizaron giras de promoción sin recitales, visitando por primera vez en su carrera México, donde realizaron entrevistas para diversos medios de comunicación, además de presentaciones no en vivo en programas de televisión del mismo México, Argentina y Brasil.
El álbum cosechó críticas favorables de la prensa británica: "...lo que sus miopes detractores pierden de vista, y lo que este disco subraya más aún, es que Erasure son compositores por excelencia de temas pop exquisitamente vívidos (...) Erasure puede sonar como todas tus bandas favoritas y al mismo tiempo completamente original..." (New Musical Express); "...’Chorus’ contiene a lo sumo dos temas que podrían ser considerados de relleno. El resto son brillantes maravillas de tres minutos de duración..." (Melody Maker). Vince contaba: "La tapa es como una especie de tomografía computada que trata de mostrar la energía que existe entre Andy y yo". Mientras que el logo que identifica al dúo desde sus comienzos, la letra imprenta "e" minúscula también cambió el estilo, con una característica tipografía insinuada entre el negro y la luz del naranja, dando sensación de profundidad; y resulta, sin duda, mucho más personal e identificatoria, que las hasta el momento utilizadas.
En 1992 Chorus es nominado a la primera edición de los Premios Mercury, otorgado por la Asociación Británica de Discográficas como premio anual de música al mejor álbum del Reino Unido o Irlanda.

### Abba-Esque
En junio de 1992 se edita el EP Abba-esque, el cual contiene cuatro canciones que alguna vez hicieran famosos al cuarteto sueco ABBA, banda de la cual Andy Bell es fanático. Los temas son: Lay All Your Love On Me, cuyo video mezcla los cuentos de Caperucita Roja y Blancanieves, donde además Andy sorpresivamente besa a una de las protagonistas; S.O.S., en cuyo video se lo ve a Andy en el departamento de su pareja, Paul Hickey, realizando todo tipo de tareas hogareñas; Vince, por su parte, aparece solo a través de la imagen de un TV; Take a Chance on Me, en este video Erasure imita a las dos integrantes de ABBA y realizan una copia de lo que es el video original; el otro tema fue Voulez Vous, donde Vince y Andy aparecen bailando sobre una tarima en lo que sería el backstage del video. Los videos de Abba-Esque fueron editados en formato VHS con la misma carátula del CD. Fue tanta la demanda de este EP que de inmediato se acomodó en los primeros lugares de venta del mundo y nuevamente fueron # 1 del UK Chart, tanto así que se desencadena una "Abbamanía" mundial; donde ese mismo año ABBA lanza al mercado un disco de grandes éxitos llamado ABBA Gold y la banda oficial que los tributa, un cuarteto australiano llamado Bjorn Again, lanza un EP con covers de Erasure, titulado "Erasure-ish", el cual se ubicó en el lugar # 25 del Chart inglés.
Este es un momento de especial éxito para el dúo, el cual inicia una serie de presentaciones llamadas "Phantasmagorical Entertainment Tour", que consistían en un espectáculo muy teatral. Esta empezó en junio del '92, el mismo día en que fue editado "Abba-Esque, y los conciertos se realizaron en lugares más pequeños; Andy comentaba al respecto: "Queríamos que fuera algo más íntimo que la última gira y personalmente yo me siento mucho más ‘en casa’ cantando en un teatro"
En esta gira se pudieron escuchar versiones renovadas de sus temas clásicos, debido a que Vince logró concretar la difícil tarea de hacer sonar sus sintetizadores analógicos en vivo. Si bien esta gira no es tan extensa como su anterior gira (completa llegaría a 6 meses), ni las locaciones elegidas para los conciertos son tan masivas (10 000 espectadores como máximo), Erasure comienza una gran cercanía a sus fanes con sus shows en vivo. El concepto de la gira sería tocar en una selección de lugares la mayor cantidad de veces posible. El escenario era acorde a lo que la banda quería demostrar, con escenografías excelentes y bailarines detrás de ellos. Debido al gran éxito alcanzado con sus discos "Chorus" y "Abba-Esque", sus shows en vivo y la más limitada capacidad de las locaciones elegidas, la banda vuelve a batir récords, logrando inéditas series de presentaciones en el "Hammersmith Odeon" de Londres, la capacidad del auditorio era de 5000 espectadores, presentando 15 conciertos consecutivos agotados (del 11 al 29 de julio de 1992); a la vez que en la ciudad de Mánchester deben presentarse otras 12 noches en el teatro Manchester Apollo (3500 butacas) completamente agotadas (del 7 al 21 de junio de 1992), mientras que en el teatro Beacon de Nueva York realizaron otros 8 conciertos consecutivos (del 27 de octubre al 7 de noviembre). La promoción de la gira fue extremadamente extenuante durante los meses que duró.

### Pop! The First 20 Hits
En noviembre de 1992, se edita un álbum recopilatorio llamado Pop! The First 20 Hits (también editado en VHS), el cual fue lanzado en el pico máximo de popularidad del dúo a nivel mundial. El disco también se convirtió en # 1 del Chart británico. De este disco compilatorio (el primero y más exitoso de la banda) se extráe un único sencillo, el tema "Who Needs Love (Like That) - Hamburg Mix", que es una versión remozada de su primer sencillo (publicado en 1985); el sencillo, lanzado un mes antes que el álbum compilatorio, llegó al puesto # 10 en el ranking británico, mejorando 45 lugares su posición con respecto al debut de su primer sencillo original.
También en 1992, se publica un video de su show en vivo del 8 de junio de 1992 en el Teatro Apollo de Mánchester, el video se llamó The Tank, the Swan & the Balloon, el cual fue editado primero en formato VHS y en el año 2004 en DVD. En este show, casi al cierre del espectáculo, se puede ver a Clarke ejecutando una versión minimalista del tema "Perfect Stranger" (del álbum "Chorus") desde un sintetizador pequeño, donde además, se puede oír con deleite a Andy en un desempeño vocal purísimo, completo, dando rienda suelta a su registro tan amplio. En 1992, Erasure nuevamente es nominado al Brit Award, esta vez por "Mejor Video Británico"; y al año siguiente, en 1993, fue doblemente nominado al Brit como "Mejor Grupo Británico" y por "Mejor Video Británico". Por lo demás, en febrero de 1993, Andy Bell se presentó en la entrega de los Brit Awards cantando a dúo con K.d. lang la canción "Enough is Enough", un viejo tema interpretado originalmente por Barbra Streisand y Donna Summer. Esta canción fue incluida en la banda de sonido de la película "Coneheads". Además, en 1993 recibió en Alemania el premio "RSH Gold" como Idea del Año, por el EP Abba-esque. Mientras que paralelamente en el año 1992, Vince Clarke, en su carrera como productor musical, realiza un Remix del tema "Ascend" (Anonymous Mix) del grupo inglés Nitzer Ebb.

### I Say I Say I Say
En mayo de 1994 sale al mercado el álbum I Say I Say I Say producido por Martyn Ware, miembro fundador y veterano de los grupos de Synth Pop The Human League y Heaven 17. "I Say I Say I Say" es quizás uno de los álbumes que mayor elaboración tuvo no solo en el aspecto musical, y es generalmente calificado por los seguidores de Erasure como uno de sus mejores álbumes. Además, se convirtió en el quinto álbum # 1 consecutivo (y sexto disco # 1, el otro es el EP Abba-esque) de la banda en el Reino Unido, alcanzaron la cima del chart en un período de seis años, siendo estos los años dorados de la banda.
De este disco se desprendió el sencillo Always, que alcanzó uno de los mejores lugares en el UK chart y otras listas de popularidad de USA. Run to the Sun y I Love Saturday fueron los otros dos sencillos extraídos de este trabajo, que como de costumbre, también se colocaron en buenos lugares en los charts del mundo. La mayoría de los temas fueron compuestos en Mallorca donde el dúo paso unos días de vacaciones. "Lo que diferencia a este álbum de los anteriores es que compusimos primero las letras -aseguro Vince- y después yo le puse la música. Normalmente, hacemos lo contrario". En este álbum participa también el coro de La Catedral de San Patricio, lo que otorga al álbum un sonido muy especial en las canciones "So The Story Goes" y "Miracle".
Al igual que con "Amor Y Odio", Erasure lanza también en 1994 una versión en español de "Always", "Siempre", también muy aceptada por las radios, los charts y el público hispano. Aunque Erasure mantuvo su popularidad en la comunidad dance de los Estados Unidos, con el ascenso del grunge la exposición del dúo en las radios universitarias, las comerciales y MTV se convirtió en prácticamente inexistente para 1994 en EE. UU., no obstante en Inglaterra el disco solo conoció éxitos. Por ello resultó más sorprendente aun cuando "Always" se convirtió en el tercer Top 20 del grupo en el Billboard Hot 100 luego de A Little Respect y Chains Of Love en 1988.
El disco de Erasure tuvo dos realidades totalmente opuestas. La primera se vivió en Europa, donde "I Say I Say I Say" fue calificado de la siguiente manera: "Este álbum trae a la memoria los álbumes anteriores de Andy Bell y Vince Clarke. Es brillante, espumoso y muy complaciente" (Revista "ID"). Este disco no tuvo gira de conciertos, y para promocionarlo se presentaron en radios y programas de TV, como el clásico programa de música Top of the Pops, o el programa de la televisión inglesa "Later with Jools Holland", donde interpretaron las canciones "Miracle" y "Because You’re So Sweet", esta última en una versión acústica. También promocionaron por televisión la canción "So The Story Goes". A su vez estuvieron en la Radio 1 FM inglesa cantando "Because You’re So Sweet".
No obstante, para alegría de unos pocos, el 27 de noviembre de ese año hicieron un show de alrededor de unas cinco canciones en un festival para recaudar fondos para la lucha contra el sida realizado en Hamburgo. También en Alemania, en 1994 Erasure es galardonado con el premio "Goldene Europa" por la canción Always. La segunda versión podemos encontrarla en parte de Latinoamérica. Allí este álbum no tuvo mucha repercusión comercial y mediática como los anteriores trabajos. Solo el primer corte "Always", fue promocionado con demasiada alevosía por la TV y las radioemisoras, luego, se produjo un silencio absoluto en todos los medios, específicamente las radios. Evidentemente, "I Say I Say I Say" no fue lo que se esperaba. Puede decirse que Andy y Vince cumplieron el sueño de realizar un álbum enteramente para ellos, eligiendo melodías lo suficientemente armónicas como para no despegarse de la silla al escucharlo. De todas maneras, Inglaterra vio resurgir a un Erasure más tranquilo, pero no por eso, menos exitoso.
El video de "Always" fue grabado en un jardín chino y trata de un buen hombre, "Andy", que intenta expresarle su amor a una geisha. Las fuerzas del mal están simbolizadas por un monstruo con forma de dragón, al que Andy logra vencer. Asimismo Vince aparece en una foto en blanco y negro, con flores a modo de marco. En cuanto al video, "Run to the Sun", fue grabado en Berlín. Andy representa el sol y varios bailarines van girando sobre diferentes planetas que representan el sistema solar. Por su parte, Vince puede ser visto unos segundos a través de una imagen que aparece en el medio del sol.
En 1994, Vince Clarke, también realiza dos Remixes del tema "When Do I Get to Sing "My Way" (Vince Clarke Remix y Vince Clarke Extended Mix) del dúo estadounidense Sparks; y otro Remix para su antigua socia en Yazoo, Alison Moyet, del tema "Whispering Your Name" (Vince Clarke Remix).

## La era de la madurez

### Erasure
En octubre de 1995 sale a la venta el álbum homónimo Erasure, producido por Thomas Fehlmann y Gareth Jones. Stay with Me, Fingers & Thumbs (Cold Summer's Day) y Rock Me Gently fueron los cortes de difusión que se desprendieron de este álbum, que cuenta con la participación de Diamanda Galás ("Rock Me Gently" y "Angel") y François Kevorkian como ingeniero de mezcla de algunos tracks.
Este es el álbum más experimental del dúo, y en él se refleja la intención de hacer algo diferente de lo que venían haciendo anteriormente. Erasure se trata de un álbum mucho más experimental e instrospectivo que sus anteriores discos, típicamente formados por canciones pop de 3 a 4 minutos de duración; diez de los de los once temas del álbum superan los cinco minutos, y todas las canciones contienen largos interludios instrumentales. Por ejemplo, "Rock Me Gently" tiene una duración de 10 minutos, con un largo interludio de casi 7 minutos que recuerda a Pink Floyd, aunque en su versión sencillo, esta dura 4 minutos. El álbum, además cuenta con la participación de artistas invitados, como Diamanda Galás y la London Community Gospel Choir, la cual ya había cooperado en las grabaciones del álbum anterior de Erasure.
A pesar de ser apreciado por su naturaleza experimental, el álbum marcó el inicio del descenso del dúo en su popularidad en lo que respecta a la música comercial. A pesar de suceder a una seguidilla de 5 álbumes consecutivos número 1 en el Reino Unido, este no ingresó a la lista de los diez primeros (# 14 UK Chart), como tampoco los discos sencillos correspondientes, que solo se ubicaron dentro del Top 20. Por otro lado, a fines de 1995 Erasure realiza una serie de pequeños conciertos en formato acústico teniendo una muy buena aceptación por parte de los fanes y la crítica, sin embargo solo parte de estos shows fueron registrados.
En 1996 Erasure parte nuevamente de gira, The Tiny Tour, sin el éxito desmesurado de antaño, parten la primera parte de una gira de nivel mundial en donde reconocen la gran cantidad de seguidores que aún querían saber de la banda y su música. La primera parte de la gira los llevaría por Europa y los Estados Unidos, aunque después con el lanzamiento de un nuevo álbum en 1997, la gira tomaría otro nombre y escenografía; no obstante el grupo ya dejaba ver y escuchar canciones de su posterior trabajo. Además se encargaron de grabar otro video de un show en vivo, esta vez fue en el concierto realizado el 11 de noviembre de 1996 en el teatro "Oxford Apollo", Oxford Inglaterra. El registro se llamó simplemente "The Tiny Tour (Oxford Apollo)", y hasta la fecha, solo ha sido editado en formato VHS. En este concierto interpretaron una versión del clásico de Blondie, "Heart of Glass".

### Cowboy
Cowboy, octavo trabajo de estudio, sale al mercado en marzo de 1997, y devolvió al tapete mediático y a la lista de los diez primeros al dúo, alcanzando el puesto # 10 del Chart británico. El álbum fue producido por Gareth Jones y Neil Mc Lellan, y en él, Erasure vuelve a su esencia Pop con canciones de 3 a 4 minutos, donde se recuerda a álbumes como The Innocents. De este disco se extrajeron los sencillos In My Arms, Don't Say Your Love Is Killing Me y Rain. Mezclado por Mark Stent, quien trabajó después con Madonna y artistas de gran renombre; la edición estadounidense del disco incluyó también una versión muy personalizada de "Rapture" de Blondie y "Magic Moments", que fue utilizada en la banda sonora de la película "El Amo Del Terror" (Lord of Illusions). "Rapture" también fue lado B del sencillo "In My Arms", tema que tiene la particularidad de que su parte rapeada es cantada por Vince Clarke, el cual, no grababa cantando oficialmente desde su estadía con Yazoo (en el tema "Happy People", del álbum "You and Me Both", de 1983).
Este año, Erasure rompe una racha de 11 años con sencillos dentro de los Top 20 en el Reino Unido, contanto en total 24 sencillos Top 20, de los cuales 15 se ubicaron en el Top Ten de los sencillos más vendidos en el Reino Unido.
Para el lanzamiento de este álbum Erasure se encontraba aún en la gira "The Tiny Tour" por lo cual, retoma la gira y la llaman "The Cowboy Tour", lo cual los embarcaría de lleno en una gira mundial, (la continuacón del "Tiny Tour"). Los conciertos abarcaron el Reino Unido, toda Europa, el Lejano Oriente, Norteamérica, Sudamérica, África y Oceanía. Del tramo norteamericano de la gira, los recuerdos aún perduran, llegaron a agotar las entradas en el Irving Plaza de Nueva York (1200 locaciones) en siete minutos. Erasure extendería su gira hacia Latinoamérica donde el dúo fue recibido con la admiración, calidez y pasión usuales del público de habla hispana; visitando además de Argentina y Brasil (visitados en 1990 y 1991), lugares que nunca habían ido como México, Puerto Rico, Chile, Perú, Ecuador y Colombia, realizando en total 13 conciertos en Latinoamérica (del 23 de octubre al 19 de noviembre de 1997). El último concierto de la gira fue realizado el 13 de diciembre en el "Manchester Academy" y solo pudieron asistir miembros del fanes club oficial de la banda Erasure Information Service (EIS), el servicio de información oficial para fanáticos y seguidores de Erasure, el show se llamó An Evening With Erasure; en este show además tocaron una versión en vivo del clásico de autoría de Vince con Depeche Mode, Just Can't Get Enough, nunca antes tocada, ni con Yazoo ni con Erasure.
También en 1997, Vincle Clarke, en su carrera paralela como productor de Remixes para otras bandas y solistas, realiza un Remix para el grupo White Town, la canción elegida sería "Wanted" (Vince Clarke Remix 1 y Vince Clarke Remix 2).

### Loveboat
Después de un receso de tres años, Erasure regresó al estudio de grabación y en octubre del año 2000 se vio la edición de "Loveboat", producido por el renombrado Flood, quien ya había trabajado junto a ellos en varios de sus álbumes. De este trabajo se desprendieron los sencillos Freedom y Moon & the Sky.
"Loveboat" es el peor fracaso en ventas (después de su álbum debut) para Erasure, ya que solo alcanzó el puesto # 45 del UK Chart, tampoco sus sencillos obtuvieron el éxito que se esperaba. Incluso debieron transcurrir tres años para que el álbum finalmente se editara en los Estados Unidos por un problema legal con Maverick Records. Pero ese alto hizo que los fanes norteamericanos ambicionaran Loveboat con mucha más fuerza. Por otra parte, Mute Records decidió realizar una edición promocional de "Freedom" donde no figuraba el nombre del grupo, sino simplemente "V & A".
Este disco no tuvo gira; no obstante, el año 2002 Erasure realizó un concierto que registro en video llamado Sanctuary - The EIS Christmas Concert 2002, este show fue grabado el 13 de diciembre del mismo año y asistieron solamente miembros de EIS (Erasure Information Service). Por otra parte, también en el año 2002, Vince Clarke hace un Remix del tema "Homosapien" (Vince Clarke Remix) a la connotada banda escocesa Simple Minds.

### Other People's Songs
En 2003 Erasure logró convencer nuevamente al público masivo con la versión de Solsbury Hill de Peter Gabriel, la que se posicionó en el puesto # 10 UK Chart. Incluida en el nuevo álbum de estudio, lanzado en enero del año 2003, Other People's Songs, el disco fue producido por Gareth Jones, y se ubicó en el lugar # 17 UK Chart. Este álbum nació de una idea de Andy Bell de hacer un disco solista. Cuando le pidió a Vince Clarke si quería darle algún consejo, este se maravilló con la idea de hacer un álbum de covers y así se involucró en el proyecto. Gareth Jones fue casi un Erasure más durante la realización de este álbum.
El disco contiene versiones hechas por el dúo de canciones clásicas como su otro sencillo Make Me Smile (Come Up & See Me) y otras como: "Video Killed The Radio Star", "Can't Help Falling In Love", "Everyday", "True Love Ways" y "Everybody's To Learn Sometime", esta última canción, solo se editó como sencillo promocional. El éxito obtenido, si bien no es comparable al de The Innocents, Wild! o Chorus, vio al dúo ya con una base muy fiel de seguidores que agotaron todas las entradas de los 40 conciertos que se ofrecieron. Esta gira abarcó Reino Unido, Norteamérica, Alemania y un último show en Dinamarca; la gira tuvo por nombre "The Other Tour". En esta gira se realizó un concierto en la ciudad de Birmingham, Inglaterra, el cual fue promocionado exclusivamente para socios del Erasure Information Service. Las 5000 localidades disponibles se agotaron en muy poco tiempo y el show contó con la asistencia de fanáticos de los cinco continentes que viajaron especialmente para presenciar el regreso a las pistas de su banda favorita.

## Otra vez masivos

### Hits! The Very Best Of Erasure
En octubre de 2003 salió al mercado Hits! The Very Best of Erasure un CD que recopila todos los éxitos del grupo en formato audio, alcanzando el puesto # 15 del Chart, de este álbum se desprende una nueva remezcla del clásico de la banda Oh L'Amour, el cual sería lanzado como sencillo promocional bajo el nombre de "Oh L'Amour - August Mix", trepando hasta el puesto # 13 en el Chart inglés, mejorando 72 puestos (17 años después) la ubicación del sencillo original de su álbum debut. También aparece en DVD Hits! The Videos que reúne todos los videoclips realizados por Erasure desde sus inicios hasta la fecha (1985-2003). En ellos se logra ver la originalidad del grupo, su manera dinámica de producir música y la excentricidad de Andy Bell, algo que ha carecterizado al cantante desde sus inicios con Vince Clarke.
En 2004 Erasure realiza otro concierto solo para fanáticos miembros de EIS, el cual se llamó "EIS '04 Convention" y fue realizado en el "Leicester Ramada Jarvis" el 7 de agosto del 2004. También en el año 2004 Andy Bell, declaró públicamente ser portador del VIH, mal que le fue diagnosticado seis años atrás. "Ser portador del virus del sida no significa tener sida. Mi esperanza de vida es como la de cualquier otra persona, así que no tiene por qué cundir el pánico", señaló en comunicado difundido en el sitio oficial del grupo. Además, aprovechó la ocasión para tranquilizar a sus seguidores, al asegurar que nunca se había sentido tan bien como ahora. "Me enteré de que era seropositivo en junio de 1998, cuando contraje una neumonía en Mallorca", isla española en la que tiene una casa, explicó Bell, que indicó que desde entonces ha seguido una terapia combinada para afrontar este mal. Sabido es que Bell, había hablado en público sobre su homosexualidad mucho antes de que lo hicieran otras estrellas del mundo del espectáculo. Andy Bell deploró que todavía haya "tanta histeria e ignorancia alrededor del sida" y apostó por "continuar viviendo, haciendo música y pasarlo bien".

### Nightbird
En enero de 2005 se editó Nightbird, producido por los propios Erasure (Clarke y Bell). El disco se destaca por sus tonos suaves y cálidos, y las letras intimistas; el álbum recibió críticas muy positivas tanto de críticos musicales como del público en general, que lo describieron como "un perfecto ejemplo de lo que es la madurez pop", señalando que "el dúo se ha lanzado a una nueva fase de composiciones clásicas y de innovadora maestría musical", mostrando que en sus discos "todo permanece tal como empezó (...) en 1986", es decir, brillantes canciones pop de 3 minutos producidas con meticulosidad". Si bien el disco no logró entrar a la lista de los diez primeros, escaló hasta el puesto # 27 del Chart británico, pero sí lo hicieron con su sencillo Breathe que trepó al lugar # 4 del UK Singles Chart.
Este álbum se tradujo en una exitosa gira llamada "The Erasure Show" y también editada en DVD con el nombre The Erasure Show Live In Cologne, el concierto fue grabado el 28 de marzo en el "E-Werk Stadium" de la ciudad de Colonia en Alemania. Esta serie de conciertos siguieron con la tónica de locales llenos, batiendo el récord de 10 presentaciones agotadas en el Irving Plaza de Nueva York (del 14 al 26 de abril de 2005).

Si bien terminada la gira, Clarke y Bell fueron invitados para participar en el Steve Chase Humanitarian Awards en la ciudad de Palm Springs CA. (EE. UU.), y se llevaron los aplausos de la noche y del evento. Don't Say You Love Me y el doble sencillo Here I Go Impossible Again / All This Time Still Falling Out of Love son los dos cortes que siguieron a Breathe.
También en 2005 -sin dejar Erasure- Andy Bell graba su primer álbum solista, Electric Blue, junto con Manhattan Clique. El álbum, editado bajo el sello de la Compañía Disquera "Sanctuary", generó los sencillos Crazy y I'll Never Fall in Love Again; donde el sencillo Crazy tiene una versión Remix hecha por Vince Clarke ("Crazy" / Vince Clarke Remix). Como solista, Andy Bell recorre algunas ciudades del mundo con una pequeña gira, y presentándose en clubes como DJ.
Ese mismo año (2005), Vince Clarke también le realiza un Remix a la banda alemana Rammstein de su tema "Mann Gegen Mann" (Popular Music Mix).

## Cambio de rumbo

### Union Street
En abril del año 2006 se publica el undécimo trabajo de estudio del dúo, Union Street, donde realizan versiones acústicas de algunos de sus temas, pero no precisamente de sus éxitos. El álbum fue producido en su totalidad en Nueva York (EE. UU.) y por primera vez Erasure hizo a un lado las conexiones y los sintetizadores para plasmar el poder que una buena banda de electrónica puede generar utilizando únicamente guitarras, banjos, percusiones y otros instrumentos acústicos unidos a las voces de Andy Bell y Jill Walsh.
Este enfoque experimental para el dúo fue precedido por el sencillo Boy, que si bien fue aplaudido por la crítica no les ganó muchos seguidores en todo el mundo y tuvo su respectiva gira llamada "Acoustic Tour" con la cual solo se realizaron 20 presentaciones, aun así recorrieron Reino Unido, Alemania y Estados Unidos, más un show en Dinamarca. En esta gira grabaron un álbum en vivo titulado simplemente "Acoustic Live", publicado en mayo del 2006; además editan el registro de un video grabado en su concierto del 6 de mayo del 2006 en el "Ryman Auditorium" de Nashville, Tennessee, EE. UU., el DVD se tituló On the Road to Nashville y fue grabado en un estilo experimental acústico country, en el que se reversionaron viejos éxitos en clave acústica.

### Light at the End of the World
En mayo de 2007 Erasure publica su álbum Light at the End of the World, producido por Gareth Jones, el disco ocupó el lugar # 29 del UK Chart. I Could Fall in Love with You fue el primer sencillo de este álbum (lanzado un mes antes que el disco), el segundo sencillo fue Sunday Girl, y Storm Chaser es el tercer corte que incluye varios temas como Storm In A Teacup y Early Bird, este último grabado con la presencia de Cyndi Lauper.
Erasure, con este álbum, nuevamente salen de gira, la que al igual que el nuevo disco lleva por nombre Light at the End of the World Tour; la gira los llevaría por Reino Unido, Europa, Estados Unidos, Canadá, México y parte de América Central. La gira se extendería por 5 meses y otra vez encontraría a la banda con una buena cantidad de fanáticos agotando cada uno de sus conciertos de la gira. En esta gira grabaron un disco y un video en vivo, correspondiente al concierto del 25 de septiembre en el icónico Royal Albert Hall de Londres; y ambos se llamaron simplemente "Live At The Royal Albert Hall"; el disco fue lanzado en diciembre del 2007. Este mismo año, también fueron invitados de honor en el True Colors Tour que igualmente recorrió EE. UU. y Canadá; esta gira festival los tenía como cabeza de cartel junto con Deborah Harry exvocalista de Blondie y Cyndi Lauper, esta última, la organizadora del evento.

## Renovación y regreso

### Total Pop! The First 40 Hits
Terminada la promoción de Light at the End of the World, los integrantes de la banda sorprenden de nuevo a sus fanes. Por un lado Vince, anuncia una reunión, gira y disco con Yazoo, junto a su antigua colaboradora Alison Moyet, con su "Reconnected Tour" y posterior disco en vivo Reconnected Live, más la reedición de los dos álbumes con Yazoo, y dos EP recopilatorios con versiones remezcladas; todo en el año 2008. Por otro lado, Erasure anuncia una reedición de sus éxitos y clásicos; mientras que Andy, anuncia que está trabajando en su segundo disco en solitario, y gira en "True Colors Tour", junto a Cyndi Lauper, The B-52's, Regina Spektor, entre otros artistas.
En febrero de 2009, se lanza el Boxset Total Pop! The First 40 Hits, que consta de tres CD y un DVD, más un libro de colección con fotos e información de la carrera del dúo. El primer CD es una reedición de Pop! The First 20 Hits (singles 1985-1992), el segundo contiene los sencillos que le prosiguieron hasta el álbum anterior al recopilatorio (sencillos 1994-2007), más una remozada versión de uno de sus más grandes éxitos, Always, "Always (2009 Mix)"; este disco sería editado en mayo de manera individual, como Pop!2 The Second 20 Hits; el tercer CD, es un disco con canciones en vivo que recorre 20 años de su carrera en vivo, desde su segunda gira de 1987, hasta su gira de 2007. El DVD contiene presentaciones en vivo de la banda para la BBC desde su debut en 1986 hasta 2005, mayormente en el clásico programa inglés de difusión musical por televisión Top of the Pops. Total Pop! logró el puesto # 21 del Chart inglés. Precediendo a este lanzamiento, también en febrero de 2009 se lanza un EP llamado Pop! Remixed el cual incluye nuevos Remixes algunos de los sencillos más exitosos de Erasure, estas hechas por el mismo Vince Clarke y por Mark Pichiotti, Komputer y Sound Factory, entre las remezclas figuran su tema clásico Stop!, entre otros.
En octubre de 2009 lanzan una versión aniversario para su primer disco # 1 en Reino Unido, "The Innocents" (1988). Este relanzamiento trae una versión remasterizada e incluye material inédito de la banda más el video original en formato DVD "Innocents Live" (Live at Birmingham NEC, 15 de noviembre de 1988); además, editaron un sencillo tipo EP Phantom Bride. El 21 de mayo de 2009 la "Sociedad Británica de Cantautores, Compositores y Autores", honró a Vince Clarke con el Premio "Ivor Novello" de ese año por su contribución a la Industria de la Música en estos últimos 30 años.
En 2009, durante un "alto" de Erasure, Vince Clarke realiza un Remix para la banda escocesa Franz Ferdinand de su sencillo "No You Girls" (Vince Clarke Remix). Mientras que en 2010 Andy Bell edita su segundo álbum solista Non-Stop, Running Out, Will You Be There?, Call On Me y Non Stop, son los sencillos de este disco solista de Bell.
En diciembre de 2010, Erasure reeditó su clásico y más grande éxito del grupo A Little Respect (HMI Redux) en virtud de esto, la banda hace donación de los fondos conseguidos por la reedición del tema, al instituto Hetrick-Martin, y a la Fundación de Derechos Humanos "The True Colors" (Fundación de Cyndi Lauper).
En 2011, la banda inició una gira, el Total Pop! Tour. Erasure hizo su primera presentación tras cuatro años sin tocar, en el Ultra Festival de Miami, el 25 de marzo de 2011; mientras que el 14 de mayo se presentaron en el "Roundhouse" de Londres, en el "Mute Short Circuit Electronic Music Festival", festival realizado por su casa discográfica Mute Records, aquí Vince Clarke apareció con tres de sus bandas: Erasure (obviamente con Andy Bell), se reunió por última vez con Alison Moyet para formar Yazoo y se unió a Feargal Sharkey de The Assembly para revivir su único tema Never Never. En junio comenzó la gira mundial que incluyó, en su primera etapa, fechas en diferentes bosques de Inglaterra, así como también en Irlanda, Alemania, Dinamarca, Ucrania, Rusia y Suecia.
La gira los vuelve a presentar en Sudamérica, del 4 al 25 de agosto (2011) en Brasil, Chile, Argentina, Perú, Ecuador y México; marcando aquí el final de esta parte de la gira "Total Pop Tour", en total 12 fechas prácticamente a tablero vuelto, en las que reencontraron el cariño de esta parte del mundo. La gira culminó con un show en Budapest, Hungría, el día 16 de noviembre; la cual había pasado a llamarse "Tomorrow's World Tour" producto del lanzamiento de un nuevo álbum.
En julio de 2011, Erasure reedita sus dos primeros álbumes, Wonderland (1986) y The Circus (1987), reediciones que incluían además de los discos originales, un CD inédito y un DVD con un show en vivo de sus giras respectivas, "Wonderland Tour", "Live at Karlsson", grabado en vivo en Estocolmo, Suecia, el 8 de agosto de 1986; y "The Circus Tour", "Live at the Seaside", grabado en vivo en "The Dome", en Brighton, Inglaterra, el 17 de abril de 1987.

### Tomorrow's World

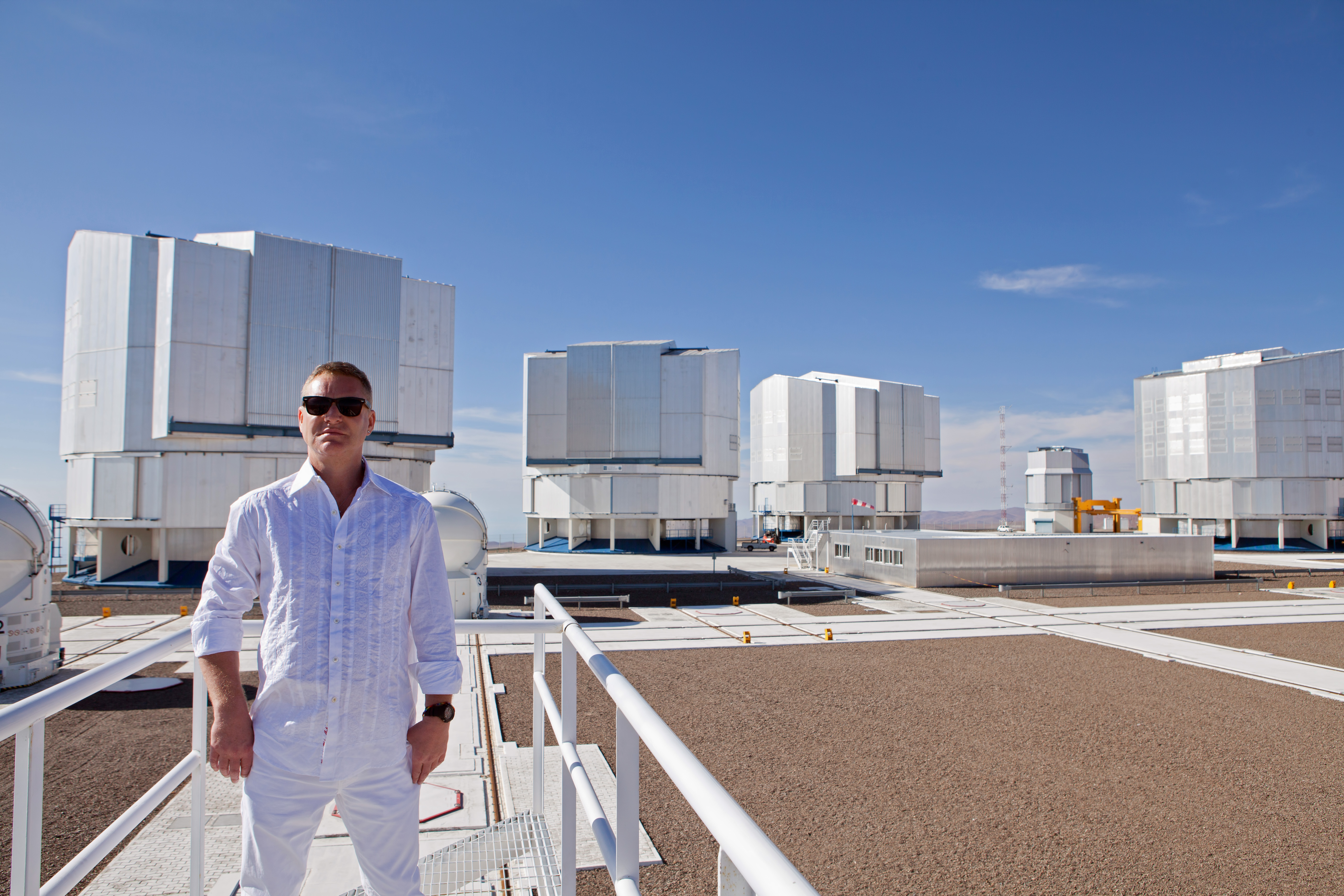
Andy Bell en su video Fill Us with Fire, filmado en el Observatorio Paranal

Tras tres años sin componer, Erasure había vuelto a escribir canciones en 2010 para un nuevo álbum. En septiembre de 2010, Vince Clarke ofreció vía digital una descarga de Symphony, un tema instrumental que se especulaba que podría integrar el próximo álbum de Erasure pero finalmente no lo hizo. Un año después, en septiembre de 2011, se editó When I Start to (Break It All Down), que sería el sencillo adelanto del álbum de Erasure, titulado Tomorrow's World. Este disco fue producido por Frankmusik y se publicó en octubre de 2011, alcanzando el puesto # 29 del ranking británico. En noviembre, lanzaron el segundo sencillo titulado Be with You y para marzo de 2012 se editó el tercer sencillo, Fill Us with Fire, el cual tuvo tres videos promocionales: uno con imágenes del detrás de escena y shows en vivo, un segundo con los ensayos de la canción para cantarla en vivo y un tercero donde Andy Bell fue grabado durante su visita al Observatorio Paranal, en el Desierto de Atacama en el norte de Chile.
Tomorrow's World se promocionó con una gira llamada Tomorrow's World Tour, que arrancó el 31 de agosto, apenas seis días tras el Total Pop Tour, en los Estados Unidos y Canadá, siguió por Inglaterra, Escocia, Irlanda, Alemania, Bélgica, Dinamarca, República Checa, Eslovaquia y finalizó en Hungría. De esta gira surgió un álbum en vivo grabado de su presentación el 25 de octubre en el "Roundhouse" de Londres; lanzado en noviembre de 2011 como Tomorrow's World Tour (Live at the Roundhouse). 

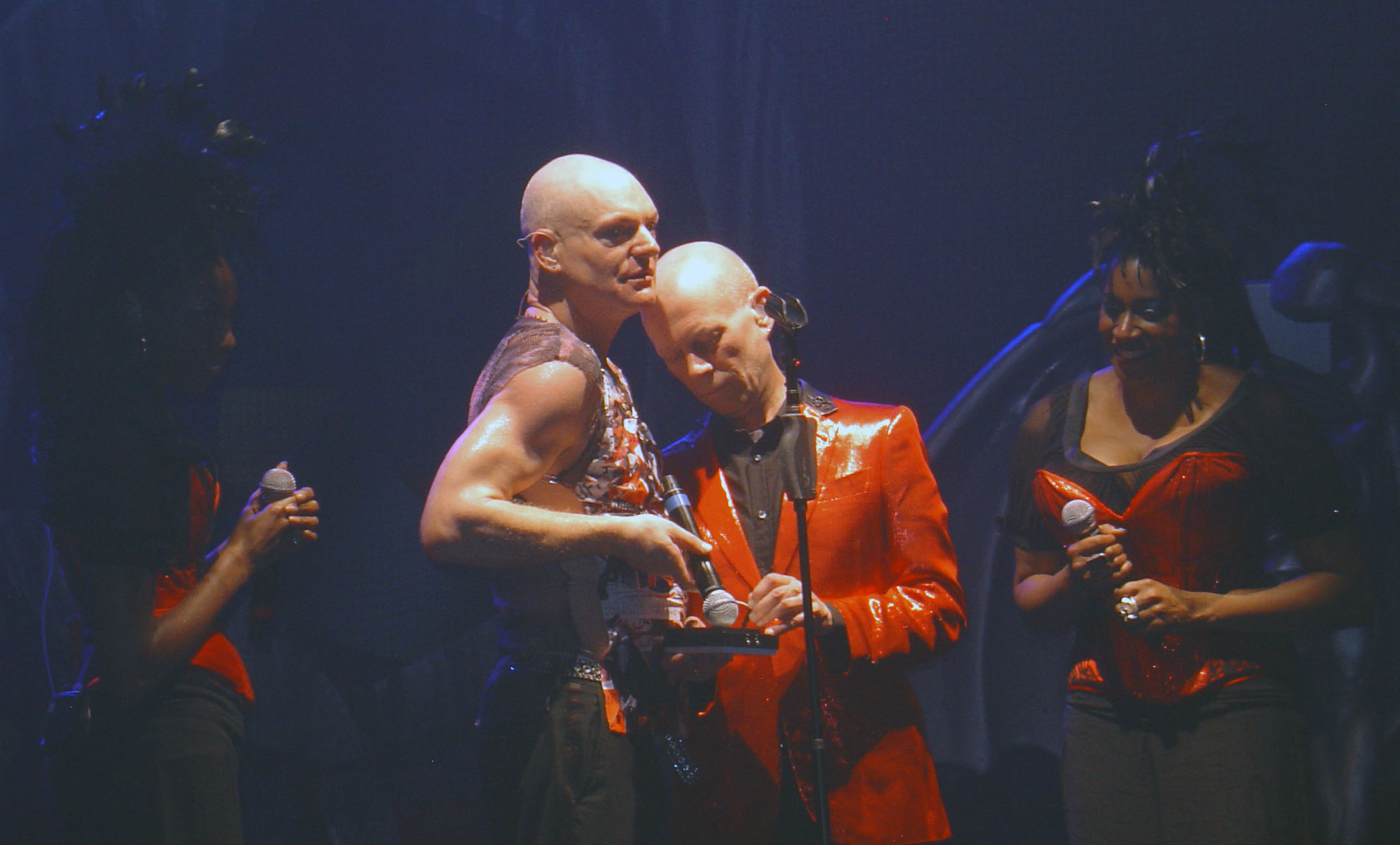
Erasure durante su gira Tomorrow's World Tour

A fines de 2011, Vince Clarke formó un proyecto paralelo, VCMG, donde tras 30 años se reúne con Martin Gore, su antiguo compañero de Depeche Mode. Editaron dos sencillos "EP1 / Spock" y "EP2 / Single Blip" como adelanto de su álbum de 2012 Ssss.
Además, paralelamente a la carrera de Erasure, y a su reunión con Martin Gore, Vince Clarke, en el año 2010 produjo Remixes para Andy Bell (con su segundo álbum solista "Non-Stop"), estos fueron "Call On Me" (Vince Clarke Remix) y "Non-Stop" (Vince Clarke Remix); también en 2010, Clarke le hace unos remixes del tema "Believer" (Vince Clarke Remix y Vince Clarke Remix Edit) al dúo inglés Goldfrapp; mientras que el año 2011 realiza un Remix para su antigua banda Depeche Mode, del clásico de 1987 "Behind the Wheel" (Vince Clarke Remix/Vince Clarke Extended Vocal); y en el año 2013 realiza un Remix a la cantante inglesa Dido del tema "End of Night" (Vince Clarke Remix).

### Snow Globe
El 11 de noviembre de 2013, Erasure realizó Snow Globe, su decimoquinto álbum de estudio, que mezcla temas propios con clásicos villancicos. El álbum fue producido por Erasure, con coproducción de Gareth Jones y mezclado por Richard X. Snow Globe fue precedido por el sencillo presentación Gaudete, canción tradicional íntegramente cantada en latín. Snow Globe no contó con gran promoción ni tuvo una gira presentación. De todos modos, alcanzó el puesto # 49 del ranking británico.
En diciembre de 2013, Vince Clarke es nombrado el músico más popular de los años 80 por la revista "Classic Pop Magazine", en una encuesta para encontrar los 100 mejores sencillos (elegidos por sus propios lectores). Vince tiene sencillos en esta lista con Depeche Mode, Yazoo y Erasure.
En febrero de 2014, se editó el segundo sencillo Make It Wonderful, uno de los 5 temas escritos por Erasure para este álbum. Tanto Gaudete, como Make it Wonderful contaron con videos con de animación, realizados por su cuñada, la reconocida escritora Tonya Hurley.
Paralelamente, en mayo de 2014, Andy Bell presenta su tercer álbum solista Ipop, realizado con la banda Shelter, donde Vince Clarke aparece como invitado en el tema Lift Me Up. En julio de 2014, Andy Bell editó el álbum Torsten the Bareback Saint, como adelanto del musical escrito por Barney Ashton-Bullock y Christopher Frost, que protagonizó en agosto de 2014.

### The Violet Flame
El 22 de septiembre de 2014, Erasure lanzó The Violet Flame, su decimosexto álbum de estudio. Este disco cuenta con diez canciones, la mayoría de ellas de corte bailable, y dos baladas, en las cuales el sonido de Erasure se muestra muy diferente a todo lo anteriormente hecho por ellos. De hecho, The Violet Flame es el primer álbum en el cual Vince Clarke y Andy Bell comparten la autoría de los temas con una persona ajena a la banda: Richard X, quien ayudó a Andy con las letras.
The Violet Flame alcanzó el Top 20 del chart británico, logrando la posición más alta en más de diez años. El álbum viene precedido por el sencillo adelanto Elevation, cuyo video es el primero en el que ellos no aparecen representados de ninguna forma. Solo aparecen cuatro jóvenes en una historia de la noche a la mañana. El segundo sencillo es Reason, cuyo video contiene imágenes del concierto de Boston y tuvo un gran desempeño en el Billboard Dance Chart. El tercer sencillo se editó en 2015 y se trata de Sacred, que logró ubicarse en el primer puesto de ventas físicas de sencillos en Gran Bretaña.
A propósito del lanzamiento del álbum, el 12 de septiembre en Miami, EE. UU., se inicia la gira titulada The Violet Flame Tour. En esta gira, Erasure reinventó su repertorio, realizando nuevas mezclas a muchos de sus clásicos, así como también añadiendo temas que no interpretaban en vivo desde hace diez años o más. En la etapa que acaba de terminar en los EE. UU., interpretaron veinte temas, entre los que destacan nuevas versiones de Oh L'Amour, Star, You Surround Me, Ship Of Fools, Blue Savannah, Chorus, Love To Hate You, Breath Of Life, Chains Of Love, Sometimes y Joan. Pese a tener el nombre del álbum, durante la gira en EE. UU., solo se interpretaron en cada show 4 temas del nuevo álbum: el sencillo adelanto Elevation, los posteriores a editarse: Reason y Sacred. Sobre el final de esta etapa -aprovechando la noche de Halloween- se agregó otro tema de The Violet Flame: Dead of Night, que desde entonces, reemplazó a Joan del repertorio. El portal Yahoo! transmitió el concierto que dieron en Boston el sábado 27 de septiembre, el cual pudo ser visto en línea por todo el mundo no solo en el momento de la transmisión, sino también durante las 24 horas siguientes de retransmisión. En marzo del 2015, The Violet Flame es premiado en Inglaterra por la revista de Pop Classic Pop Magazine como "Mejor Álbum del Año". Desde entonces, Andy Bell se presentó de manera solista en ocasiones aisladas y en agosto en una gira latinoamericana, a la espera de volver a reunirse con Vince Clarke para realizar un nuevo álbum y gira en conjunto.

### Always - The Very Best of Erasure
El 30 de octubre de 2015, para celebrar los 30 años de Erasure, se lanzó la compilación Always - The Very Best of Erasure, que fue precedido una semana por el sencillo Sometimes (2015). Este será el comienzo de una serie de lanzamientos conmemorativos. El álbum alcanzó el puesto número 9 en el ranking británico, su primer Top Ten de un álbum desde 1997 y la mejor ubicación de un álbum desde 1994.

### From Moscow to Mars - An Erasure Anthology
El 29 de julio de 2016, Erasure anunció que para seguir con la celebración por el 30.º aniversario va a publicar From Moscow to Mars - An Erasure Anthology una caja recopilatoria a modo de antología de 13 álbumes, que incluye rarezas, lados B, discos curados por Vince y por Andy y un DVD con un show del Wild! Tour, entre otros. La antología finalmente vio la luz el 9 de diciembre de 2016

### World Be Gone
El 19 de mayo de 2017, se lanzó World Be Gone, el decimoséptimo álbum de estudio de Erasure. A diferencia de su predecesor, este álbum cuenta con sólo dos temas bailables: Love You to the Sky, el tema que abre el álbum y es el primer sencillo y Just A Little Love, el tema que cierra el álbum -y que terminaría siendo el tercer sencillo- los otros ocho temas son de tono más lento y la mayoría cuenta con letras con grandes críticas a la política internacional, con el Brexit y la llegada de Donald Trump a la presidencia de Estados Unidos como eje. Un claro ejemplo de esto lo da el segundo corte de difusión del álbum que es el que da nombre al mismo World Be Gone.
En su primera semana, el álbum World Be Gone ocupó la posición número 6 del Chart inglés. Este es el puesto más alto de un álbum de Erasure desde I Say I Say I Say, en 1994 y el noveno Top 10. El álbum fue presentado en tres fechas en mayo de 2017 más tres presentaciones más: en el Roskilde Festival y como artistas invitados en el CSD y ARTE de Alemania, en el marco del World Be Gone Tour, gira mundial como banda principal que retomaría en 2018.
Mientras tanto, entre junio y septiembre de 2017, Erasure participó como grupo invitado de Robbie Williams, para su The Heavy Entertainment Tour, donde tocaron una selección de éxitos y sólo Love You to the Sky, de World Be Gone. En agosto de 2017, se realizaron oficialmente, 5 cortos que cuentan cada uno con una parte de una canción del álbum, a saber: 1) World Be Gone; 2) Be Careful What You Wish For!; 3) Just A Little Love; 4) Oh What A World; 5) A Bitter Parting. En enero de 2018, comenzaron una nueva gira mundial que los llevó a diferentes puntos de Europa, Norteamérica y Sudamérica, retomando el World Be Gone Tour, con algunos cambios en el setlist, dependiendo de los lugares en donde tocaron en la denominada World Be Gone Tour (2º etapa).

### World Be Live
En junio de 2018, se editó World Be Live, un álbum registrado los días 23 y 24 de febrero de 2018 en Eventim Apollo, Hammersmith, Londres, en el marco de la segunda etapa de la gira World Be Gone Tour. Para presentarlo se hizo un video de Phantom Bride, con imágenes del show.

### World Beyond
Previamente a la edición de World Be Live, el proyecto World Be Gone dio otro paso que se anunció para marzo de 2018, la edición del álbum World Beyond. World Beyond incluye todos los temas de World Be Gone tocados de manera orquestales con la colaboración de la banda The Echo Collective. El álbum tuvo una muy buena respuesta de la crítica y puso a Erasure por primera vez en la cima del ranking de Billboard de música clásica.
[cita requerida]

### The Neon
A principios de 2020, previo a la pandemia de COVID-19, Vince Clarke y Andy Bell se juntan para grabar un nuevo álbum de estudio, The Neon. La salida del álbum se programó para el 21 de agosto. El 4 de junio de 2020, Erasure presentó el primer sencillo adelanto Hey Now (Think I Got A Feeling), un tema netamente bailable que fue presentado en exclusiva en BBC Radio 2, y formó parte de su lista de difusión por varias semanas, siendo uno de los temas más pasados del mes y se editó como descarga digital. El 9 de julio de 2020, se presentó otro tema adelanto, Shot a Satellite, aunque se aclaró que este no iba a ser un sencillo de difusión. El 13 de agosto, Erasure realizó Nerves of Steel, el segundo sencillo, una semana previa a la edición del álbum, el video de este sencillo cosechó muchos elogios y premios, por su video inclusivo, en el que se presentan varias estrellas dragqueens. El 22 de octubre se realizó el tercer sencillo, Fallen Angel, sencillo que también tiene su video, en este caso con una historia. Todos los sencillos fueron lanzados en formato físico a fines de 2020.
The Neon, cuenta con grandes críticas y será el álbum de la semana, en la BBC Radio 2, durante su lanzamiento.
En su primera semana, el álbum The Neon ocupó la posición número 4 del Chart inglés. Este es el puesto más alto de un álbum de Erasure desde I Say I Say I Say, en 1994 y el décimo Top 10. Desde el 1 al 18 de octubre de 2021 iniciaron una gira por el Reino Unido, denominada The Neon Tour. Esta iba a ser una primera etapa adonde hicieron shows en lugares como el The O2 Arena en Londres, con una audiencia de 20 000 personas, pero debido a problemas familiares, debieron cancelar la segunda etapa que los iba a llevar al resto de Europa, Estados Unidos y Sudamérica.

#### The Neon Remixed
En mayo de 2021, se anunció que en julio de 2021 saldría el álbum The Neon Remixed, dicho álbum incluye nuevas remezclas del álbum The Neon. El álbum fue finalmente editado el 31 de julio de 2021. Como adelanto, se presentó Secrets, el único tema inédito, que había sido grabado durante el proceso de The Neon pero que no había sido editado. El álbum alcanzó el número 33 del ranking británico.

#### NeːEp
El 1 de octubre de 2021, día que se inició la gira del álbum The Neon, se editó NeːEp, que contiene 5 temas, de los cuales, cuatro son inéditos y el quinto es Secrets, que ya había aparecido en The Neon Remixed.
El 19 de noviembre de 2021, se lanza NeːEp Remixed, un EP con remezclas del NeːEp.

#### The Neon Live
En abril de 2022, se editó The Neon Live, un álbum registrado los días 9 y 10 de octubre de 2021 en Eventim Apollo, Hammersmith, Londres, en el marco de la gira The Neon Tour.

### Day-Glo - Based On A True Story
El 12 de agosto de 2022, se editó Day-Glo - Based On A True Story, un nuevo álbum de Erasure basado en los sonidos generados para la grabación de The Neon, esto se retrabajó creando nuevas canciones que le dan un cierre a toda esta etapa. Day-Glo es básicamente instrumental y la voz de Andy funciona como un instrumento más, salvo por tres canciones, dos de las culaes le aportó voces nuevas.

### Always - The Very Best of Erasure "2023"
El 18 de agosto de 2023, aprovechando que Erasure se encuentra en un hiatus, se relanza la compilación Always - The Very Best of Erasure, ahora con el agregado de "2023". Con respecto a la edición anterior se hizo un cambio de canciones en el que se agregaron los últimos sencillos y se sacaron otros temas. 

## Discografía
Álbumes de estudio:
- 1986: Wonderland
- 1987: The Circus
- 1988: The Innocents
- 1989: Wild!
- 1991: Chorus
- 1994: I Say I Say I Say
- 1995: Erasure
- 1997: Cowboy
- 2000: Loveboat
- 2003: Other People's Songs
- 2005: Nightbird
- 2006: Union Street
- 2007: Light at the End of the World
- 2011: Tomorrow's World
- 2013: Snow Globe
- 2014: The Violet Flame
- 2017: World Be Gone
- 2018: World Beyond
- 2020: The Neon
- 2022: Day-Glo - Based On A True Story

## Giras de Erasure

### Miembros adicionales en vivo
Erasure ha contado con los siguientes músicos en sus presentaciones en vivo:
| Músico                    | Instrumento                                  | Participación en | Año                                                                 |
| ------------------------- | -------------------------------------------- | --- | ------------------------------------------------------------------- |
| Christopher Dee           | Corista                                      | Primeros shows previos a la gira Wonderland Tour | 1985-1986                                                           |
| Jim Burkman               | Corista                                      | Primeros shows previos a la gira Wonderland Tour Beats Per Minute Tour | 1985-1986                                                           |
| Derek Ian Smith           | Corista                                      | Wonderland Tour Beats Per Minute Tour The Circus Tour | 1986-1987                                                           |
| Steve Myers               | Corista                                      | The Circus Tour | 1987                                                                |
| Jonti                     | Percusionista                                | Innocents Tour | 1988                                                                |
| Guy Barker                | Trompetista                                  | Innocents Tour | 1988                                                                |
| Valerie Chalmers          | Corista                                      | Innocents Tour Wild! Tour Dos minishows acústicos de 4 temas para presentar Loveboat The Other Tour The Erasure Show (The Nightbird Tour) Acoustic Tour (The Union Street Tour) Light at the End of the World Tour Total Pop! TourTomorrow's World Tour The Violet Flame Tour Presentación de From Moscow to Mars - An Erasure Anthology Presentaciones en Radio para presentar World Be Gone World Be Gone Tour (1.º etapa) The Heavy Entertainment Tour (Erasure banda soporte) World Be Gone Tour (2.º etapa) The Neon Tour | 1988-1989/90-2000-2003 2005-2006-2007-2011-2014-2016-2017-2018-2021 |
| Emma -Chalmers- Whittle   | Corista                                      | Innocents Tour Wild! Tour Dos minishows acústicos de 4 temas para presentar Loveboat Total Pop! TourTomorrow's World Tour The Violet Flame Tour Presentación de From Moscow to Mars - An Erasure Anthology Presentaciones en Radio para presentar World Be Gone World Be Gone Tour (1.º etapa) The Heavy Entertainment Tour (Erasure banda soporte) World Be Gone Tour (2.º etapa) The Neon Tour | 1988-1989/90-2000-2011-2014-2016-2017-2018-2021                     |
| Annick Clarisse           | Corista                                      | Phantasmagorical Tour | 1992                                                                |
| Veronique Clarisse        | Corista                                      | Phantasmagorical Tour | 1992                                                                |
| Samantha Smith            | Corista                                      | The Tiny Tour The Cowboy Tour | 1996/7-1997                                                         |
| Jordan Bailey             | Corista                                      | The Tiny Tour The Cowboy Tour | 1996/7-1997                                                         |
| Xavier Barnett            | Corista                                      | The Cowboy Tour | 1997                                                                |
| John Gibbons              | Corista                                      | The Cowboy Tour | 1997                                                                |
| Nic Johnston              | Guitarrista                                  | Apariciones en TV para presentar I Say I Say I Say Dos minishows acústicos de 4 temas para presentar Loveboat Presentación de From Moscow to Mars - An Erasure Anthology Presentaciones en Radio para presentar World Be Gone | 1994-2000-2016-2017                                                 |
| Ann-Marie Gilkes          | Corista                                      | The Other Tour The Erasure Show (The Nightbird Tour) | 2003-2005                                                           |
| Jill Walsh                | Corista                                      | Acoustic Tour (The Union Street Tour) | 2006                                                                |
| Steve Walsh               | Guitarrista y mandolinista                   | Acoustic Tour (The Union Street Tour) | 2006                                                                |
| Smith Curry               | Guitarrista steel horizontal], Dobro y Banjo | Acoustic Tour (The Union Street Tour) | 2006                                                                |
| Richard Hammond           | Contrabajista                                | Acoustic Tour (The Union Street Tour) | 2006                                                                |
| Ben Wittman               | Percusionista                                | Acoustic Tour (The Union Street Tour) | 2006                                                                |
| Rachel Montez Collins     | Corista                                      | Light at the End of the World Tour | 2007                                                                |
| Christa Jackson           | Corista                                      | Light at the End of the World Tour | 2007                                                                |
| Ben Edwards               | Trompetista                                  | Light at the End of the World Tour | 2007                                                                |
| (C): Concierto; (G): Gira |                                              | |                                                                     |

## Premios, nominaciones y otros
- En 1994, colocó su 5° álbum consecutivo en el #1 del UK Chart (The Innocents/1988, Wild!/1989, Chorus/1991, Pop! The First 20 Hits/1992 & I Say I Say I Say/1994).

| Año  | Premio                                                                                        | Categoría                                                                    | Nominados                                   | Resultado |
| ---- | --------------------------------------------------------------------------------------------- | ---------------------------------------------------------------------------- | ------------------------------------------- | --------- |
| 1986 | Billboard Music Award                                                                         | Top Dance Club Play Artist                                                   | Erasure                                     | Nominado  |
| 1986 | Billboard Music Award                                                                         | Top Dance Club Play Single                                                   | Oh L'Amour                                  | Nominado  |
| 1987 | Billboard Music Award                                                                         | Top Dance Club Play Artist                                                   | Erasure                                     | Nominado  |
| 1987 | Billboard Music Award                                                                         | Top Dance Club Play Single                                                   | Victim of Love                              | Nominado  |
| 1988 | Billboard Music Award                                                                         | Top Dance Club Play Single                                                   | Chains of Love                              | Nominado  |
| 1988 | Ivor Novello Awards                                                                           | Mejor canción contemporánea                                                  | A Little Respect                            | Nominado  |
| 1989 | Ivor Novello Awards                                                                           | Mejor canción contemporánea                                                  | Blue Savannah                               | Nominado  |
| 1989 | Brit Awards                                                                                   | Mejor Banda Británica                                                        | Erasure                                     | Ganador   |
| 1989 | "Smash Hits Poll Winners Party"                                                               | Mejor LP                                                                     | Wild!                                       | Nominado  |
| 1989 | "Smash Hits Poll Winners Party"                                                               | Hombre más atractivo                                                         | Andy Bell                                   | Nominado  |
| 1990 | Brit Awards                                                                                   | Mejor Banda Británica                                                        | Erasure                                     | Nominado  |
| 1990 | Ivor Novello Awards                                                                           | Mejor interpretación de 1990                                                 | Blue Savannah                               | Ganador   |
| 1992 | Brit Awards                                                                                   | Mejor Video                                                                  | Love to Hate You                            | Nominado  |
| 1992 | Premios Mercury                                                                               | Mejor álbum del año                                                          | Chorus                                      | Nominado  |
| 1993 | Brit Awards                                                                                   | Mejor Banda Británica                                                        | Erasure                                     | Nominado  |
| 1993 | Brit Awards                                                                                   | Mejor Video                                                                  | Take a Chance on Me                         | Nominado  |
| 1993 | "R.SH Gold" (Alemania)                                                                        | Idea del año                                                                 | Abba-esque                                  | Ganador   |
| 1993 | "Hungarian Music Awards" (Hungría)                                                            | Mejor show de Banda extranjera                                               | Erasure                                     | Nominado  |
| 1993 | "Pollstar Concert Industry Awards"                                                            | Mejor show en sala pequeña                                                   | Erasure                                     | Nominado  |
| 1993 | "Pollstar Concert Industry Awards"                                                            | Producción de escenario más creativa                                         | Erasure                                     | Nominado  |
| 1994 | "Smash Hits Poll Winners Party"                                                               | Mejor video                                                                  | Always                                      | Nominado  |
| 1994 | "Goldene Europa"                                                                              | Mejor canción                                                                | Always                                      | Nominado  |
| 2005 | "Gay Capital Pride" a)                                                                        | Lifetime Achievement Award in the Arts (vida dedicada al arte)               | Erasure                                     | Ganador   |
| 2009 | Ivor Novello Awards                                                                           | Por su contribución a la industria de la música en los últimos 30 años       | Vince Clarke                                | Ganador   |
| 2014 | Classic Pop Magazine                                                                          | El músico más popular de los años 80 por votación popular                    | Vince Clarke                                | Ganador   |
| 2014 | Forth Awards (radio Forth de Edimburgo)                                                       | Icon Award                                                                   | Erasure                                     | Ganador   |
| 2015 | Classic Pop Magazine                                                                          | Mejor álbum del año 2014                                                     | The Violet Flame                            | Ganador   |
| 2015 | AIM Independent Music Awards                                                                  | Mejor show en vivo (Best Act Live)                                           | Erasure                                     | Nominado  |
| 2017 | AIM Independent Music Awards                                                                  | Edición especial de catálogo del año (Special Catalogue Release of the Year) | From Moscow to Mars - An Erasure Anthology. | Nominado  |
| 2017 | "Attitude Icon Award" en el marco de "The Virgin Holidays Attitude Awards, powered by Jaguar" | Por su carrera y apoyo en los momentos difíciles a la comunidad gay          | Erasure                                     | Ganador   |
| 2018 | AIM Independent Music Awards                                                                  | Mejor show en vivo (Best Act Live)                                           | Erasure                                     | Ganador   |
| 2018 | Classic Pop Readers Awards de Classic Pop Magazine                                            | "Live Act of the Year" 2018 (mejor actuación en vivo de 2018)                | Erasure                                     | Ganador   |
| 2021 | California Music Video & Film Awards                                                          | "Best EDM/Dance Video" 2020                                                  | Erasure                                     | Ganador   |
| 2021 | California Music Video & Film Awards                                                          | "Coolest Video Effects" 2020                                                 | Erasure                                     | Nominado  |
| 2021 | California Music Video & Film Awards                                                          | "Best LGBT" 2020                                                             | Erasure                                     | Nominado  |
| 2021 | California Music Video & Film Awards                                                          | "Best Fashion and MAKEUP" 2020                                               | Erasure                                     | Nominado  |
| 2021 | London Video Music Festival                                                                   | "Close Up" 2021                                                              | Erasure                                     | Ganador   |

a)Resaltando la valentía de Andy Bell para asumir su homosexualidad abiertamente y destacando a Vince Clarke quien, como heterosexual, fue un aliado para ayudar a la aceptación de los gais en la sociedad.